# Cucullia fraterna
Cucullia fraterna är en fjärilsart som beskrevs av Butler 1878. Cucullia fraterna ingår i släktet Cucullia och familjen nattflyn. Inga underarter finns listade i Catalogue of Life.